# Ha-Choterim
Ha-Choterim (hebr. החותרים; pol. Wioślarze) – kibuc położony w Samorządzie Regionu Chof ha-Karmel, w Dystrykcie Północnym, w Izraelu. Członek Ruchu Kibuców.

## Położenie
Kibuc Ha-Choterim leży na wybrzeżu Morza Śródziemnego, na południowy zachód od masywu górskiego Karmel, w otoczeniu moszawu Megadim i miasta Tirat Karmel.

## Historia
Pierwotnie w miejscu tym istniała arabska wieś Tira. Podczas wojny domowej w Mandacie Palestyny w dniu 13 grudnia 1947 roku członkowie żydowskiej organizacji paramilitarnej Irgun napadli na Tirę. Dane o liczbie ofiar są rozbieżne i w zależności od źródeł podają 13 lub 35 zamordowanych Arabów. Podczas wojny o niepodległość w 1948 roku mieszkańcy wsi uciekli w obawie przed pogromami za strony żydowskich oddziałów Hagany.
Początki współczesnego kibucu są związane z założeniem w 1942 roku przedsiębiorstwa w Kirjat Haim (obecnie dzielnica mieszkaniowa Hajfy). W 1948 roku niektórzy z jej mieszkańców przenieśli się na południe i założyli osadę Ha-Choterim, która w 1952 roku przekształciła się w kibuc. Nazwa jest związana z pragnieniem założycieli osady, aby utrzymywać się z rybołówstwa.

## Kultura i sport
W kibucu znajduje się dom kultury, boisko sportowe oraz basen pływacki.

## Gospodarka
Gospodarka kibucu opiera się na intensywnym rolnictwie, plantacji bananów i hodowli drobiu.

## Transport
Wzdłuż zachodniej granicy kibucu przebiega autostrada nr 2, brak jednak możliwości wjazdu na nią. Z kibucu wychodzi lokalna droga, która prowadzi na wschód do skrzyżowania z drogą ekspresową nr 4.